# Глава шећера (филм)
Глава шећера је југословенски телевизијски филм снимљен 1991. године у продукцији Телевизије Београд према истоименој приповеци Милована Глишића из 1875. године. Редитељ је Дејан Ћорковић док је сценарио адаптирао Јован Радуловић, директор фотографије Мирослав Воркапић, сценограф Слободан Рундо, костимограф Светлана Зојкић, композитор Зоран Христић и монтажер Иванка Правица.

## Радња
У филму је описан друштвени процес раслојавања на селу у другој половини 19. века, до којег долази са продором робно-новчане привреде на село. У новим условима сељаци се не сналазе, већ пропадају под теретом дугова, а корист имају зеленаши и корумпирани представници власти. Радан Радановић је представник сеоских људи. Од њега је капетан тражио да му купи главу шећера. Зла коб га прати током целе приче. Његову судбину одређују капетан Максим Сармашевић и зеленаш Давид Узловић, и на њу утичу неплаћени дугови, окрњена глава шећера, поседовање ливаде која се допала капетану. Под теретом дуга Радан почиње да луди а пред кућом му долази добош.

## Улоге
| Глумац                  | Улога                     |
| ----------------------- | ------------------------- |
| Александар Берчек       | Радан Радановић           |
| Михаило Миша Јанкетић   | Капетан Максим Сармашевић |
| Никола Симић            | Ђука                      |
| Марко Николић           | Давид Узловић, зеленаш    |
| Горица Поповић          | Раданова жена             |
| Драгомир Чумић          | Сељак у кафани            |
| Драгомир Фелба          | Сељак Мата                |
| Ђорђе Јовановић         | Кмет 1                    |
| Михајло Бата Паскаљевић | Кмет 2                    |
| Ранко Ковачевић         | Жандарм 1                 |
| Ратко Милетић           | Жандарм 2                 |
| Љубомир Ћипранић        | Општинар 1                |
| Богдан Михаиловић       | Општинар 2                |
| Немања Павловић         | Црно дете                 |
| Богољуб Петровић        | Милета из Миокуша         |
| Саво Радовић            | Паја                      |
| Растко Тадић            | Поп Пера                  |
| Миња Војводић           | Мијат                     |